# Let's Cheers to This
Let's Cheers to This es el segundo álbum de estudio de la banda norteamericana de post-hardcore Sleeping with Sirens. Fue lanzado el 10 de mayo de 2011 por Rise Records. El título original del álbum era "Who Are You Now?", siguiendo una moral cristiana, pero fue renombrado debido a que el álbum no tenía ninguna connotación religiosa. Este álbum es el primero en el que participan los guitarristas Jack Fowler y Jesse Lawson. El primer sencillo, "Do It Now Remember It Later", fue lanzado el 7 de abril de 2011. Un vídeo para la versión acústica de "All My Heart" en el que salen Quinn y Lawson interpretando la canción fue lanzado en YouTube. El segundo sencillo, "Fire", fue lanzado el 28 de abril de 2011. El 7 de julio de 2011, Kellin Quinn confirmó a través de su cuenta de Twitter que estaban grabando un vídeo para "If You Can't Hang". El vídeo fue lanzado en YouTube el 14 de septiembre de 2011.

## Lista de canciones
| N.º   | Título                            | Duración |  |
| 1.    | «Do It Now Remember It Later»     | 3:23     |  |
| 2.    | «If You Can't Hang»               | 4:10     |  |
| 3.    | «Who Are You Now»                 | 4:17     |  |
| 4.    | «Four Corners and Two Sides»      | 3:18     |  |
| 5.    | «A Trophy Father's Trophy Son»    | 3:42     |  |
| 6.    | «Fire»                            | 3:47     |  |
| 7.    | «Tally It Up, Settle the Score»   | 3:35     |  |
| 8.    | «Your Nickel Ain't Worth My Dime» | 2:48     |  |
| 9.    | «Postcards and Polaroids»         | 3:14     |  |
| 10.   | «All My Heart»                    | 4:39     |  |
| 11.   | «Let's Cheers to This»            | 3:40     |  |
| 38:43 |                                   |          |  |

## Personal

### Miembros
- Kellin Quinn - Voz, teclados
- Jack Fowler - Guitarra solista, programación
- Jesse Lawson - Guitarra rítmica, coros
- Justin Hills - bajo
- Gabe Barham - batería

### Producción
- Kris Crummett - Producción, sonido, masterización, mezcla, instrumentos electrónicos, percusión, piano, instrumentos de cuerda